# Schumeken Näschimedenow
Schumeken Näschimedenow (* 28. November 1935 in der Region Atyrau; † 22. November 1983) war ein kasachischer Schriftsteller, Übersetzer und Dichter, der den Text der kasachischen Nationalhymne Meniń Qazaqstanym dichtete.

## Leben
Näschimedenow studierte von 1956 bis 1959 am kasachischen Nationalkonservatorium. Von 1971 bis 1973 besuchte er Kurse am Moskauer Literaturinstitut.
1965 wurde eine Gedichtesammlung von ihm veröffentlicht. Seine Werke wurden in vielen Sprachen übersetzt und veröffentlicht. Das 1956 von ihm geschriebene Gedicht Meniń Qazaqstanym (Mein Kasachstan) ist seit 2006 die Nationalhymne Kasachstans. Der Text wurde vom damaligen Präsidenten Kasachstans Nursultan Nasarbajew überarbeitet.
In Atyrau wurde eine Straße nach ihm benannt und 2015 ein Monument errichtet.

## Werke
- Moĭ Kazakhstan. Neuauflage: Illustriert von Tabyldy Mūqatov. Arys, Almaty 2005, ISBN 978-9965-17-288-5.